# Eucephalus (planta)
Eucephalus es un género de plantas fanerógamas perteneciente a la familia Asteraceae. Comprende 30 especies descritas y de estas, solo 10 aceptadas.

## Taxonomía
El género fue descrito por Thomas Nuttall y publicado en Transactions of the American Philosophical Society, new series 7: 298–299. 1840. La especie tipo es: Eucephalus elegans
Etimología
Eucephalus: nombre genérico que deriva de las palabras griegas: "eu =  "bueno, normal," y kephale = "cabeza".

## Especies aceptadas
A continuación se brinda un listado de las especies del género Eucephalus (planta) aceptadas hasta octubre de 2014, ordenadas alfabéticamente. Para cada una se indica el nombre binomial seguido del autor, abreviado según las convenciones y usos.
- Eucephalus breweri (A.Gray) G.L.Nesom
- Eucephalus elegans Nutt.
- Eucephalus engelmannii (D.C.Eaton) Greene
- Eucephalus glabratus (Greene) Greene
- Eucephalus glaucescens (A.Gray) Greene
- Eucephalus gormanii Piper
- Eucephalus ledophyllus (A.Gray) Greene
- Eucephalus paucicapitatus (B.L.Rob.) Greene
- Eucephalus tomentellus (Greene) Greene
- Eucephalus vialis Bradshaw